# Anomiopus cambeforti
Anomiopus cambeforti är en skalbaggsart som beskrevs av Canhedo 2006. Anomiopus cambeforti ingår i släktet Anomiopus och familjen bladhorningar. Inga underarter finns listade i Catalogue of Life.